# Гази Евренос бей джамия (Костур)
Гази Евренос бей джамия (на гръцки: Γαζή Εβρεν Τζαμί; на турски: Gazi Evrenos Bey Camii) или Гула джамия (Γουλά Τζαμί) е бивша джамия в западномакедонския град Костур, Гърция.

## История
Джамията е била разположена на най-високата точна на града - върха на скалистия рид. Тя е най-старата града и е построена в чест на Евренос бей, завоювал Костур през 80-те години на XIV век. Построена е на мястото на съществуваща трикорабна базилика, за което свидетелстват откритията, открити по време на разрушаването на храма, Храмът е разрушен в 1926 или в 1927 година, за да се построи резервоар за вода. Днес площадът се казва „Дексамени“, тоест Резервоар и на него са разположени Византийският музей и хотел „Ксения дю Лак“. на съвременния резервоар на мястото на джамията, която е била разрушена през 1926 г.